# Flettner Fl 265
Il Flettner Fl 265 era un elicottero sperimentale monoposto dotato di una coppia di rotori intersecantisi, bipala ciascuno, realizzato dall'azienda tedesca Flettner Flugzeugbau GmbH nei tardi anni trenta.
Sviluppato da Anton Flettner sulla base delle esperienze fatte sul Flettner Fl 185, il nuovo modello era destinato ad una più che probabile produzione in serie, ma il suo sviluppo venne interrotto dopo la costruzione di sei esemplari in favore del più promettente ed avanzato Fl 282.

## Storia
Il progetto originale si basava su una richiesta espressa dalla Kriegsmarine, la marina militare tedesca del periodo, interessata a valutare un modello con caratteristiche ed impieghi simili agli autogiro Avro 671 Rota, i Cierva C.30 prodotti su licenza, in forza alla Fleet Air Arm. Il Reichsluftfahrtministerium (RLM), il ministero deputato alla gestione dell'aviazione civile e militare tedesca del periodo, emise quindi una specifica per la fornitura di un prototipo adatto alla scopo.
Flettner iniziò la realizzazione del nuovo mezzo aereo cercando di sviluppare ulteriormente i concetti utilizzati su quel tipo di aerodine, caratterizzate dalla propulsione ancora affidata al gruppo motoelica come nei normali aeroplani ad ala fissa.
Dopo i primi esperimenti compiuti sull'Fl 184, da considerare ancora un ibrido, il successivo Fl 185 si poteva già considerare a tutti gli effetti un'aerodina ad ala rotante che demandava parte della direzionalità e della propulsione al rotore, collegato ora direttamente senza possibilità di scollegarlo. Benché l'Fl 185 avesse incontrato il favore della commissione di valutazione dell'RLM, Flettner ritenne comunque, nel 1937, di abbandonarne lo sviluppo in favore di un modello più versatile e di superiore concezione tecnica. Fu in questo periodo che iniziò a fare ricerca sul concetto dei rotori intersecantisi, che si concretizzerà solo in seguito sul Fl 282.

### Sviluppo
Il primo prototipo, designato Fl 265 V1 e registrato con marche civili D-ЕFLV, venne portato in volo nel maggio 1939 confermando la concretezza del progetto. Nel mese di agosto, durante le successive prove di volo, il V1 riuscì a compiere la manovra di atterraggio in autorotazione.

## Descrizione tecnica
L'Fl 265 presentava un aspetto generale a prima vista ancora molto simile ad un normale aereo. La fusoliera era ancora ispirata ad una disposizione classica dei componenti principali.
La fusoliera, realizzata in tecnica mista, era dotata di un abitacolo chiuso dall'ampia superficie vetrata e terminava posteriormente in un'ampia pinna che integrava anche le funzioni dei piani verticali di coda.
Lo schema adottato era a rotori intersecantisi, ciascuno del diametro di 12,3 metri e posizionati sulla parte superiore della cellula, i quali ricevevano il moto tramite un riduttore di velocità, posizionato davanti alla cabina di pilotaggio, ed un sistema di alberi di trasmissione. Questa soluzione aveva il compito di compensare la coppia rotazionale, stabilizzando così l'assetto del velivolo, senza ricorrere ad altre eliche, come nel precedente modello, diminuendo così le dispersioni di potenza.
Il carrello, che aveva il solo compito di sostenere il peso del velivolo appoggiato a terra, era munito di tre ruote, le due anteriori collegate alla cellula tramite una doppia struttura tubolare per lato e completato posteriormente da un ulteriore ruotino posizionato sotto la coda.
L'impianto motore era affidato ad un BMW-Bramo 314 A, un radiale a 7 cilindri a singola stella raffreddato ad aria capace di erogare una potenza all'albero pari a 110 kW (150 PS), posizionato all'apice anteriore della fusoliera racchiuso in una cappottatura circolare metallica, così come l'elica intubata, a sei pale di piccole dimensioni, che aveva la sola funzione di contribuire al raffreddamento del motore.

## Utilizzatori
Germania
- Luftwaffe